# FX (Grecia)
FX es un canal de televisión por suscripción griego, lanzado por Fox International Channels, que inició sus emisiones el 30 de noviembre de 2009. El canal también se transmitía en Chipre, con el mismo horario a Grecia.
El programa incluyó la serie de ciencia ficción como The X-Files y Battlestar Galactica, reality shows como The Amazing Race, animación como Los Simpson y Padre de Familia, otras series como Law & Order y The Walking Dead, con episodios nuevos por primera vez en Grecia y también nuevas series recientes como Terra Nova y The Killing, por primera vez en Grecia.
El 1 de octubre de 2012 FX fue relanzado como Fox con una nueva programación. La mayor parte de las series, se siguieron transmitiendo desde Fox.
Con la compra por parte de Disney de 21st Century Fox en 2019, Fox Networks Group pasó a ser propiedad de The Walt Disney Company.
El 15 de marzo de 2023, Disney anunció que Fox y Fox Life reutilizarían la marca FX, probablemente debido a que la marca Star, usada en otros mercados por Disney como reemplazo de Fox, ya está siendo usada por Star Channel, un canal de televisión no relacionado. Al final el 15 de marzo de 2023 Fox cierra sus emisiones, y FX regresó a Grecia.